# جام حذفی ۱۹ - ۲۰۱۸ بحرین
جام کینگ پادشاهی بحرین ۱۹ - ۲۰۱۸ هفدهمین فصل جام پادشاه بحرین ، رقابت های جام حذفی فوتبال بحرین است زیرا در سال ۲۰۰۳ به عنوان پادشاه کینگ (به عنوان جام امیر یا فدراسیون قبل از بازی تغییر نام داد). برندگان این رقابت ها در جام حذفی ۲۰۲۰ آسیا شرکت می کردند. 

## دور مقدماتی
در مرحله مقدماتی ، نه تیم به دو گروه ، یک گروه پنج تیمی و یک گروه چهار تیمی تقسیم شدند. این مسابقات بین ۳۰ آگوست تا ۲۵ سپتامبر ۲۰۱۸ انجام شد.

### گروه ۱
در گروه اول تیم های البوساتین، البحرین و الاتحاد به دور بعد صعود کردند. در این گروه تیم های الاتفاق و التمدن نیز حضور داشتند.

## دور یک شانزدهم
بازی های روز اول بین ۲۱ تا ۲۲ اکتبر ۲۰۱۸ انجام شد و بازی های روز دوم بین ۲۵ تا ۲۷ اکتبر ۲۰۱۸ برگزار گردید.
تیم های الشباب،الهله، الریفا، المحرق، الهید، ریفا شرقی ، النجم و منامه با پیروزی مقابل حریفان خود توانستند به دور بعد صعود کنند.

## یک چهارم نهایی
مسابقات روز اول بین ۴ تا ۵ دسامبر ۲۰۱۸ انجام شد و مسابقات برگشت ۸ ام و ۹ ام دسامبر ۲۰۱۸ صورت پذیرفت.
تیم های الهله، الهید،الریفا و المحرق با پیروزی مقایل حریفان خود در این مرحله توانستند جواز صعود به دور بعد را کسب کنند.

## نیمه نهایی
بازی های رفت در تاریخ ۶ فوریه برگزار شد، در حالی که بازی های برگشت در ۱۱ فوریه برگزار شد.
در این مرحله و در مجموع دو بازی تیم الهید ۵ بر ۲ الهله و تیم الریفا ۳ بر ۲ المحروق را از پیش رو برداشتند و به فینال رقابت ها پای نهادند.

## نهایی
در دیدار نهایی تیم الریفا در وقت های اضافی توانست ۲ بر یک الهید را شکست دهد و به مقام قهرمانی این دوره از رقابت ها دست پیدا کند.